# Долина Кидепо (национальный парк)
Доли́на Кидепо́ — национальный парк на северо-востоке Уганды.

## География
Национальный парк Долина Кидепо находится в северо-восточной части страны. Он занимает территорию 1 442 км2. Северо-западная граница парка проходит по границе с Южным Суданом.

## История
В 1958 году британское колониальное правительство объявило Долину Кидепо охотничьим заповедником.Через несколько лет, в 1962 году Долина Кидепо стала национальным парком.

## Животный мир
Список млекопитающих Долины Кидепо насчитывает более 80 видов, 26 из которых нет ни в одном другом парке Уганды. Здесь встречаются пятнистые гиены, львы, гепарды, леопарды, слоны, жирафы, зебры и африканские буйволы. Также известно около 500 видов птиц.

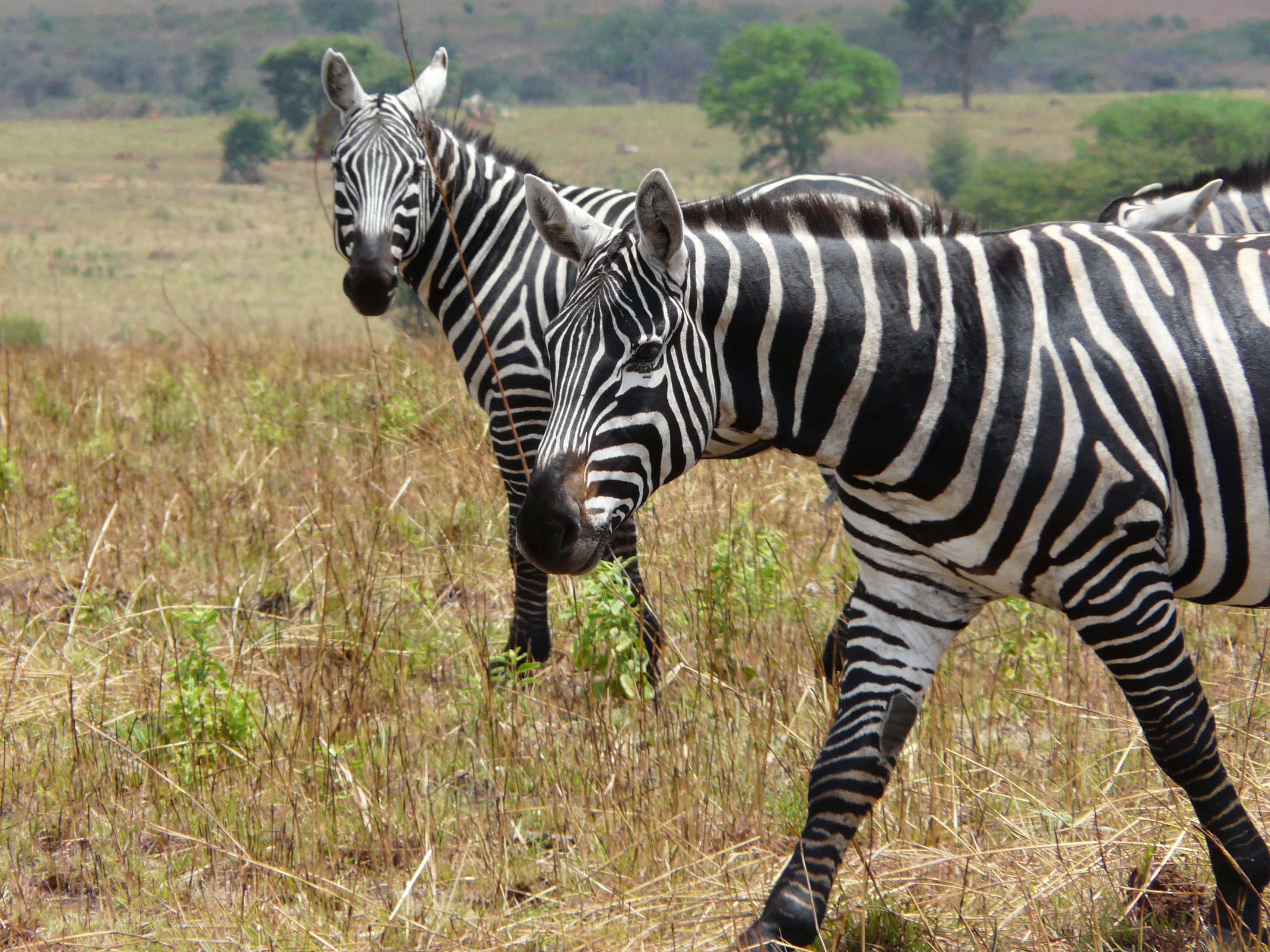
Бурчеллова зебра
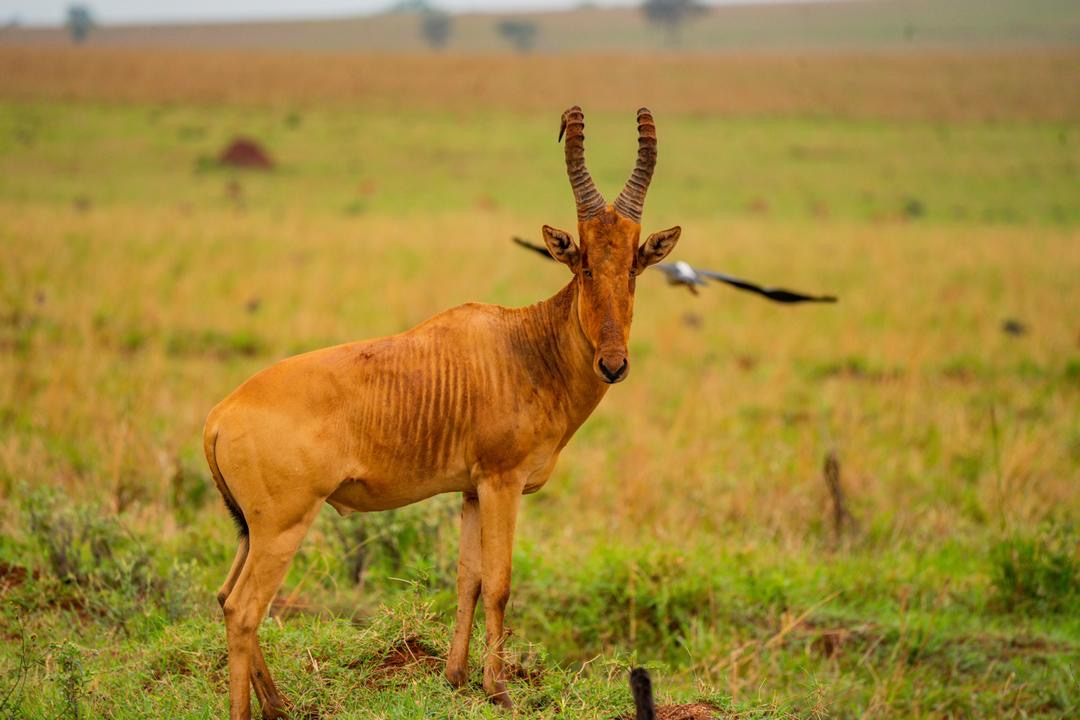
Антилопа конгони

## Туризм
Туристы могут объехать парк по грунтовым дорогам. На территории Долины Кидепо расположен лагерь отдыха «Апока», относящийся в Управлению дикой природы Уганды. Он предлагает туристам относительно комфортное жилье. Еду рекомендуется привозить с собой, хотя там имеется ресторан. в парке присутствует браконьерство.

## Галерея

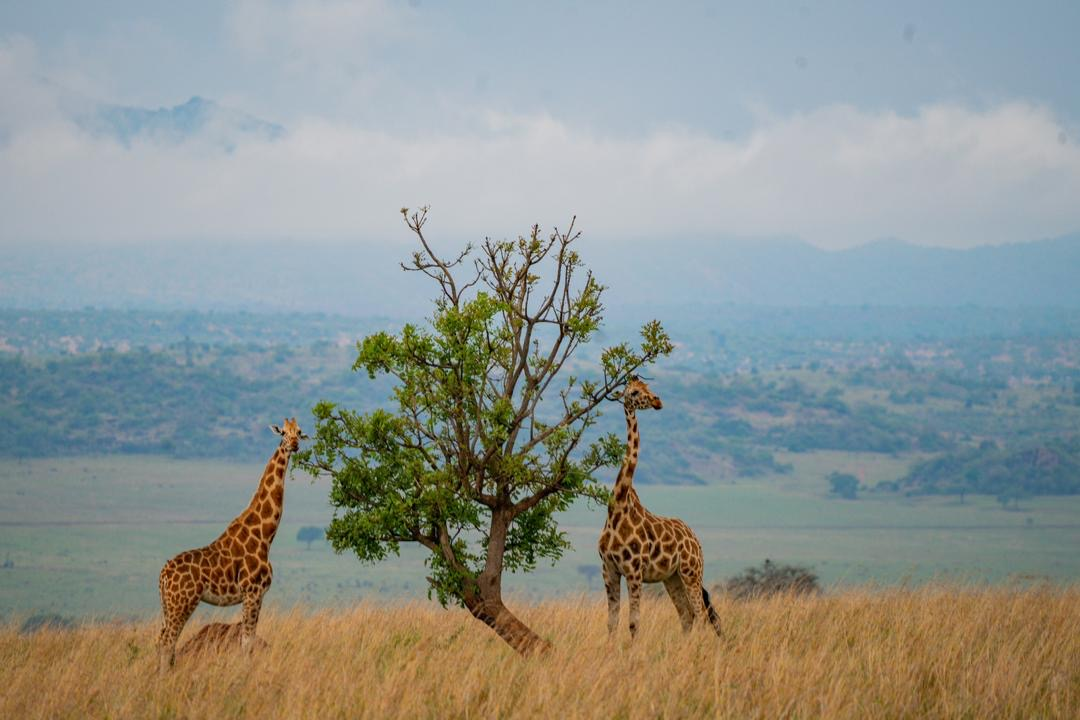
Жирафы
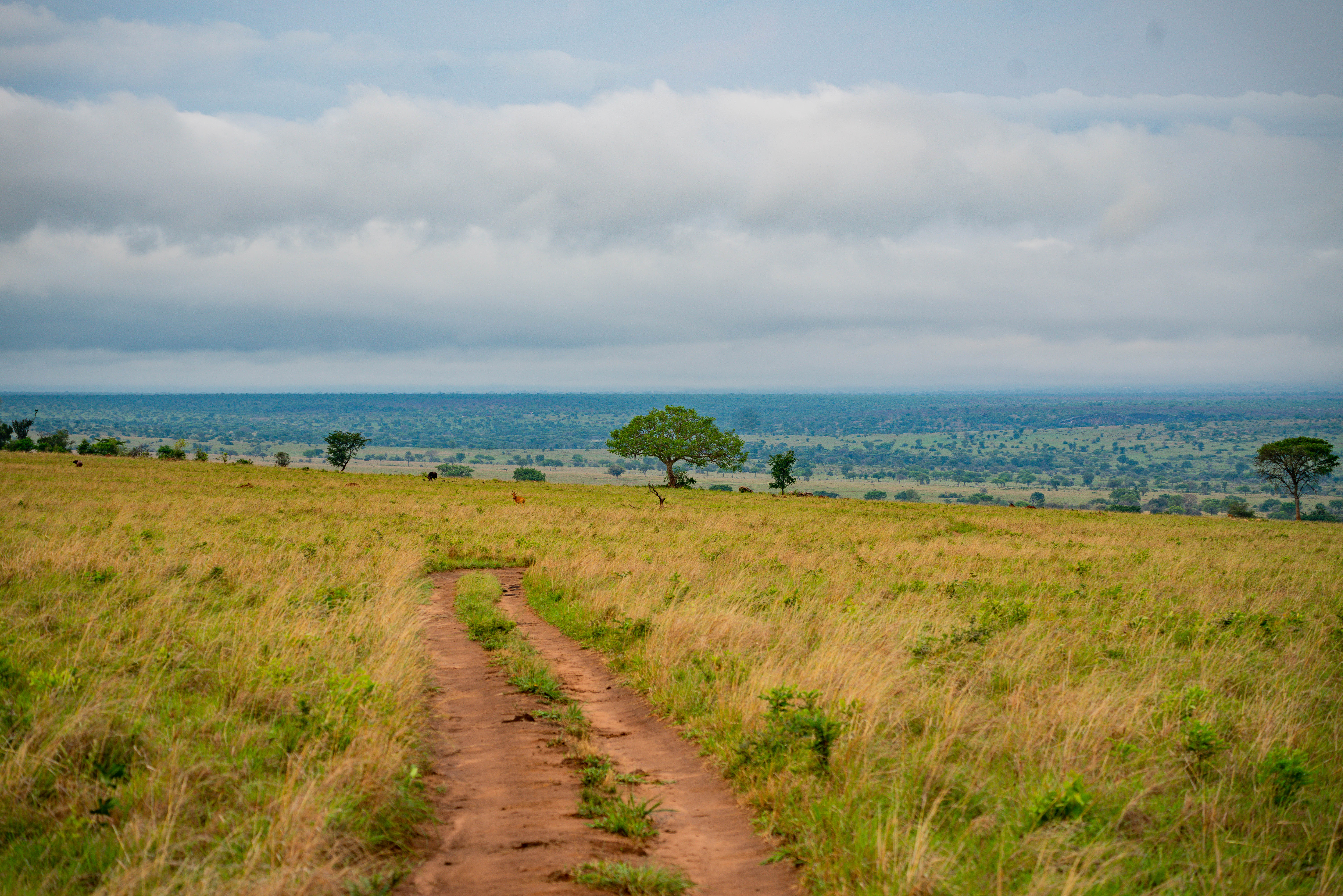
Грунтовая дорога, идущая через саванну
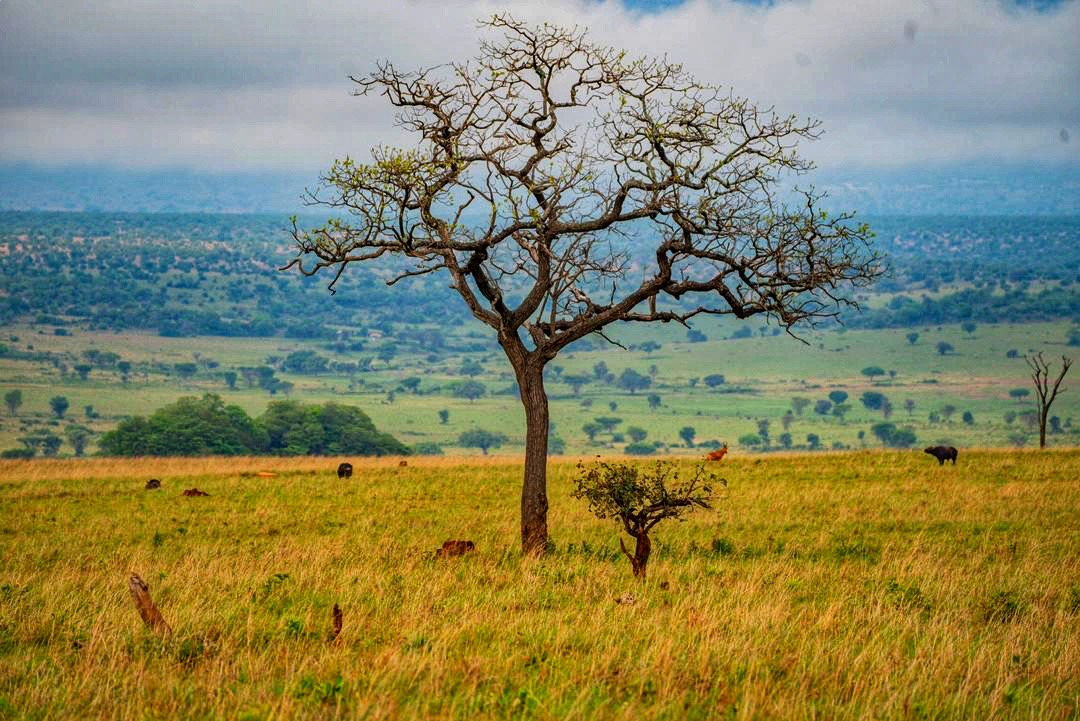
Живописный пейзаж парка
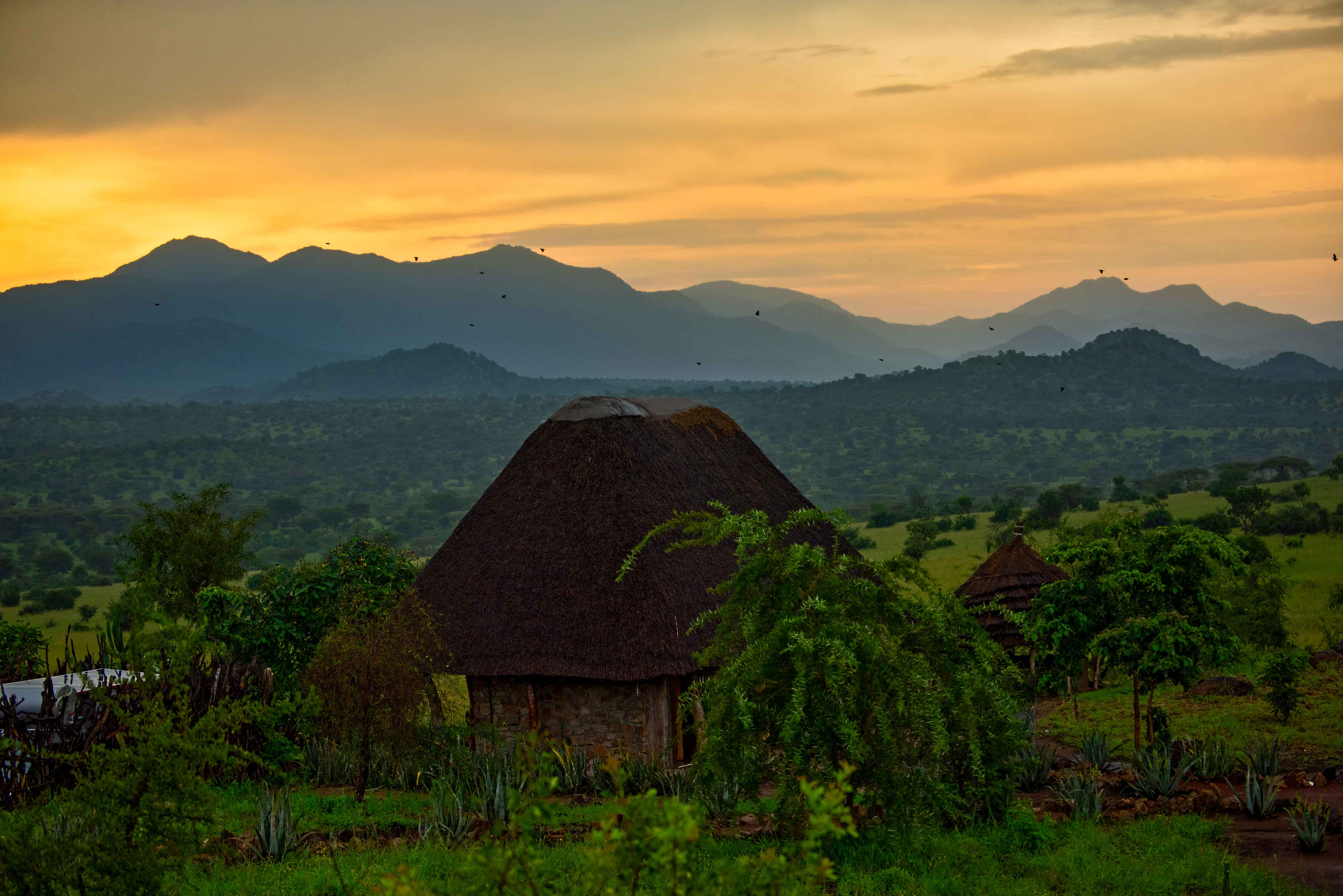
Национальный парк вечером